# Nimfidi Sabí
Nimfidi Sabí (en llatí Nymphidius Sabinus) va ser un militar romà, fill d'una lliberta que exercia de prostituta al palau imperial. Nimfidi deia que la seva mare havia tingut relacions sexuals amb Calígula, i que ell era el seu pare.
Dirigia com a prefecte la guàrdia pretoriana junt amb Sofoni Tigel·lí a la part final del regnat de Neró. Va prendre part activa en desfer i castigar la conspiració de Gai Calpurni Pisó l'any 65. El 66 va rebre com agraïment de l'emperador les insígnies consulars.
Ell i Tigel·lí van ser els que van convèncer els soldats que proclamessin a Galba nou emperador, quan ja era clar que Neró es trobava en una situació insostenible.
Amb Galba al tron, el poder de Nimfidi va anar incrementant-se, així com la seva cobdícia, fins al punt d'obligar el seu antic col·lega Sofoni Tigel·lí a dimitir per quedar ell sol com únic prefecte del pretori. Menyspreava a Galba, a qui considerava vell i incapaç, per això es va trasbalsar profundament quan aquest va anomenar a Corneli Lacó com substitut de Tigel·lí.
Basat en la seva suposada filiació va provar llavors d'usurpar el tron per la força, però no va rebre prou suport i la guàrdia imperial, liderada pel tribú Antoni Honorat, li va barrar el pas i li donaren mort. El seu cadàver va ser exhibit en públic.